# Suctobelbella ramosa
Suctobelbella ramosa är en kvalsterart som först beskrevs av Sandór Mahunka 1974.  Suctobelbella ramosa ingår i släktet Suctobelbella och familjen Suctobelbidae. Inga underarter finns listade i Catalogue of Life.